# All Kerala Mohanlal Fans and Cultural Welfare Association
All Kerala Mohanlal Fans and Cultural Welfare Association – indyjskie stowarzyszenie skupiające fankluby aktora, producenta filmowego i filantropa Mohanlala.
Uznane przez gwiazdora w 1998, podczas kręcenia Harikrishnans. Jest najstarszą organizacją wielbicieli Mohanlala, a także największym i najbardziej wpływowym stowarzyszeniem fanowskim w Kerali. Posiada również oddziały w Mumbaju. Odgrywa ważną rolę w promocji filmów z udziałem gwiazdy, organizuje uroczystości podczas seansów kinowych. Prowadzi szeroko zakrojoną działalność społeczną, wspierając ubogich czy angażując się w kampanie promujące zdrowy styl życia. Jego członkowie aktywni są w internecie, prowadzą choćby witrynę Worldwide Online Mohanlal Fans & Cultural Welfare Association.